# Discounted Cash-Flow
Discounted Cash-Flow (DCF) oder Abgezinster Zahlungsstrom beschreibt ein investitionstheoretisches Verfahren zur Wertermittlung, insbesondere im Rahmen von Investitionsprojekten, der Unternehmensbewertung und der Ermittlung des Verkehrswerts von Immobilien. Es baut auf dem finanzmathematischen Konzept der Abzinsung (englisch discounting) von Zahlungsströmen (englisch cash flow) zur Ermittlung des Kapitalwerts auf. Eine Variante stellt der Carbon Discounted Cash-Flow dar.

## Beschreibung der einzelnen Verfahren

Ablauf der DCF-Methode

Die DCF-Verfahren basieren auf den im Rahmen einer Unternehmensplanung ermittelten zukünftigen Zahlungsüberschüssen (auch Cashflow, Zahlungsstrom) und diskontieren diese mit Hilfe von Kapitalkosten auf den Bewertungsstichtag. Dabei werden zu zahlende Steuern (z. B. Körperschaftsteuer oder Einkommensteuer) mit in die Bewertung einbezogen. Der so ermittelte Barwert oder auch Kapitalwert ist der diskontierte Cash-Flow. Typischerweise werden die zukünftigen Zahlungsüberschüsse in zwei Phasen unterteilt: die erste Phase währt 5–15 Jahre, in der zweiten Phase wird entweder ein gesondert zu ermittelnder Restwert oder eine ewige Rente angenommen. Die Kapitalkosten werden in der Praxis sehr häufig mit Hilfe eines Kapitalmarktmodells (CAPM) ermittelt. Der durch die steuerliche Abzugsfähigkeit entstehende Finanzierungseffekt wird in den verschiedenen DCF-Verfahren unterschiedlich abgebildet.
Es stellen sich bei einem DCF-Verfahren grundsätzlich drei Probleme:
- Die Bestimmung der Schätzungen für die zukünftigen periodischen Cash-Flows.
- Die Einbeziehung der Steuern (Körperschaftsteuer oder Einkommensteuer).
- Die Bestimmung des Diskontierungssatzes, der zur Abzinsung der periodischen Cash-Flows zu verwenden ist.

Je nach Finanzierungsannahmen sind nun verschiedene DCF-Methoden zu unterscheiden, die zu verschiedenen Unternehmenswerten führen können (aber nicht immer müssen). Derzeit werden bei einer Einbeziehung einer Körperschaftsteuer vier Verfahren unterschieden:
- Equity-Methode:
  - FTE-Ansatz (von englisch flow to equity)
- Entity-Methoden:
  - APV-Ansatz (von englisch adjusted present value)
  - WACC-Ansatz (von englisch weighted average cost of capital)
  - TCF-Ansatz (von englisch total cash flow)

Abhängig vom gewählten Verfahren und der unterstellten Finanzierungspolitik kommt es zu einem Zirkularitätsproblem. Es ist in der Praxis oft nur schwer zu ermitteln, inwieweit die Annahmen der DCF-Theorie erfüllt sind. Insbesondere die Prognose der Zahlungsströme und die Wahl der Diskontierungsfaktoren erweisen sich als Stellhebel, die manchmal den Eindruck einer Manipulation erwünschter Ergebnisse vermitteln können.

## Unternehmensbewertung

### Österreich nach KFS BW 1
In Österreich ist das Fachgutachten KFS BW 1, herausgegeben von der Kammer der Wirtschaftstreuhänder, einschlägig. Die darin beschriebenen Discounted Cash Flow-Verfahren ermitteln den Unternehmenswert durch Kapitalisierung (Ermittlung des Kapitalwerts) von Cash-Flows.
Da sich Eigenkapital und Fremdkapital in den Kosten unterscheiden, sind bei der Kapitalisierung unterschiedliche Kapitalkosten (Zinssätze) zu berücksichtigen. Zur Ermittlung der Eigenkapitalkosten wird in der Regel das CAPM angewandt. Die betrachteten Cash-Flows sind je nach Verfahren unterschiedlich definiert.
Von den Bruttoverfahren (Entity-Methode) kommen der WACC-Ansatz und der APV-Ansatz zur Anwendung, daneben auch das Nettoverfahren (Equity-Methode).
- Im WACC-Konzept wird der Marktwert des Gesamtkapitals durch Kapitalisierung der freien Cashflows mit den gewichteten durchschnittlichen Kapitalkosten (WACC) ermittelt.

- Im APV-Konzept wird im ersten Schritt vollständige Eigenfinanzierung angenommen, und unter dieser Annahme der Marktwert des Unternehmens ermittelt. Dies geschieht wiederum durch Kapitalisierung der freien Cashflows, allerdings zu Eigenkapitalkosten. Nach Berücksichtigung der Steuerersparnis aus dem Tax Shield wird der Marktwert des Fremdkapitals abgezogen und es verbleibt der Marktwert des Eigenkapitals.

- Im Nettoverfahren werden die Nettozuflüsse an die Unternehmenseigner zu Eigenkapitalkosten kapitalisiert. Dies entspricht dem Ertragswertverfahren mit Berücksichtigung des Risikos.

Sowohl das Ertragswertverfahren und als auch die DCF-Verfahren beruhen auf der gleichen konzeptionellen Grundlage: Der Unternehmenswert wird als Barwert künftiger finanzieller Überschüsse ermittelt. Diese Verfahren führen bei identischen Annahmen zu identischen Ergebnissen.

### Deutschland nach IDW S1
In Deutschland kommt der Unternehmensbewertungsstandard IDW S1 zur Ermittlung des Unternehmenswert zur Anwendung.

## Liegenschaftsbewertung
Die DCF-Methode hat zur Grundlage eine Kapitalisierung zukünftiger Ein- und Auszahlungen, ist also letztendlich eine Barwertermittlung prognostizierter zukünftiger nominaler Reinerlöse.
Der DCF gliedert sich in diesem Zusammenhang in mehrere Phasen unterschiedlicher Prognosequalität, da die künftigen immobilienwirtschaftlichen Erträge mit zunehmendem Zeithorizont immer unsicherer werden. Eine explizite Prognose erfolgt somit nur selten über die gesamte Restnutzungsdauer einer Immobilie. In einer ersten Phase wird der Cash Flow stets detailliert in seiner erwarteten Entwicklung ausgewiesen. Meist beträgt dieser Prognosezeitraum 10, teilweise auch 5, 15 oder 20 Jahre. Die Wahl des Zeithorizontes ist u. a. von der beabsichtigten Haltedauer und den verfügbaren Prognosedaten abhängig. Grundlage der ersten, detaillierten Prognosephase sind beispielsweise die vertraglich vereinbarten Mieten, erwartete Nachvermietungen und notwendige Reparaturen bzw. Modernisierungen. Eine nachfolgende, nicht immer modellierte Phase arbeitet dann mit durchschnittlichen Zahlungen und durchschnittlichen Wachstumsraten, blendet also nicht mehr sinnvoll ermittelbare oder wirtschaftlich unbedeutende Details aus. Die letzte Phase fasst schließlich alle noch folgenden Entwicklungen über den Restwert des Grundstücks zusammen. Der Restwert kann als letzte Einzahlung im Sinne des Verkaufserlöses verstanden werden. Basis dieser Annahme ist beispielsweise ein einfacher Ertragsmultiplikator oder eine weitergehende Ertragswertberechnung.
Das DCF-Verfahren wird in der internationalen Wertermittlung vielfach zur Marktwertermittlung solcher Objekte genutzt, die im gewöhnlichen Geschäftsverkehr unter investitionsanalytischen Aspekten gehandelt werden. In der Regel sind dies komplexere, vermietete Objekte wie z. B. Bürohäuser und Shopping Center. Ein Vorteil des DCF-Verfahrens ist die Vergleichbarkeit unterschiedlichster Kapitalanlagen untereinander. Weiterhin ist es insbesondere bei Objekten mit zeitlich unterschiedlichen Ertragsströmen, bspw. Einmieterobjekten, bei denen Wiedervermietungs- und Modernisierungsszenarien abgebildet werden sollen, ein komfortabel anwendbares Instrument. Das DCF ist international nicht das dominierende Wertermittlungsverfahren, jedoch ein weit verbreitetes Wertermittlungsinstrument. Es ist sowohl von den europäischen (TEGoVA), britischen (RICS) und internationalen (IVSC) Bewertervereinigungen, sowie als mögliches Ertragswertverfahren nach der ImmoWertV (§ 17) anerkannt.
Eine Schwäche des DCF im Rahmen der Ermittlung des Marktwertes (Verkehrswert) von Immobilien ist der Mangel an allgemein anerkannten Verfahrensregeln (wie z. B. die ImmoWertV), die im Rahmen der Verkehrswertermittlung genutzt werden können. Dies betrifft sowohl den Ansatz von Kapitalisierungs- und Diskontierungszins als auch die Prognosen selbst. Während z. B. das Ertragswertverfahren zur Kapitalisierung der Erträge Liegenschaftszinssätze nutzt, die in Grundstücksmarktberichten der Gutachterausschüsse öffentlich ausgewiesen werden, beruht der Ansatz von Kapitalisierungs- und Diskontierungszins des DCF-Verfahren stark auf der Einschätzung des Anwenders des Verfahrens. Die Gesellschaft für Immobilienwirtschaftliche Forschung (gif) hat jedoch im Jahr 2006 Richtlinien zur Standardisierung des DCF-Verfahrens veröffentlicht, welche diese Schwäche des DCF einzugrenzen versuchen. Dennoch mangelt es an aktuellen, marktnahen Quellen für die zu Grunde liegenden Rechengrößen, welche der Gutachter zur Erstellung und zum objektiven Nachweis seines Gutachtens heranziehen könnte.
Die vereinfachten DCF-Verfahren (hardcore-layer und term-reversion) stellen nicht auf periodenscharfen Ausweis von Ein- und Auszahlungen ab, sondern operieren mit pauschalierten Bestands- bzw. Marktmieten; je nach Verhältnis zur Marktmiete kann ein Objekt overrented oder underrented sein.
Zu beachten ist bei der Anwendung der DCF-Analyse, dass für den Betrachtungszeitraum ein Diskontierungszinssatz auszuwählen ist, der abweichend vom Liegenschaftszins ist und keine impliziten Indexsteigerungen beinhaltet (sogenannter equated yield), wohingegen der Endwert (Terminal Value) als Zins unter Berücksichtigung von Indexsteigerungen (equivalent yield) zu wählen ist.